# 臂搁

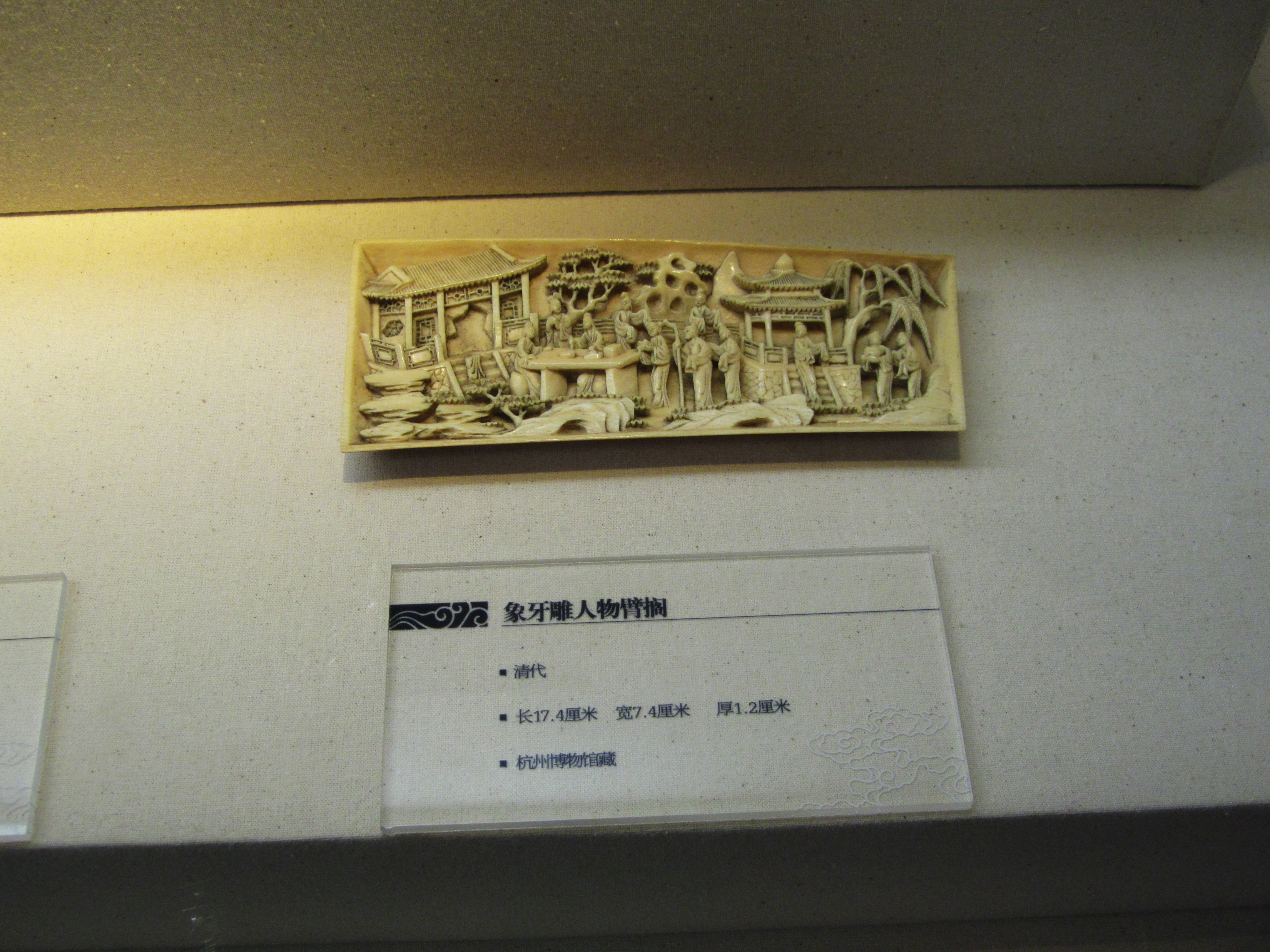
清代象牙雕人物臂搁，杭州博物馆藏。

臂搁亦称腕枕、秘阁，俗称手枕，为古代东亚地区书写和绘画时承腕或垫臂肘、防止手臂沾墨的用具，多呈长方形、覆瓦式，因用者较少而传世不多。臂搁的流行始于明代，因宋人写字为席地而坐，一手拿简册，一手悬肘挥写，故不用臂搁，明代为写小楷，手臂也随之贴近书案。明代臂搁多为竹制，因竹片肚壁虚起，不惹字墨，最为适用，清康熙时出现瓷制臂搁，以乾隆时制作最精。臂搁多在反面具雕饰，正反两面都雕饰丰富的臂搁可以竖直放置，用作案屏。